# Cuminaldehyd
Cuminaldehyd (4-Isopropylbenzaldehyd) leitet sich strukturell von Benzaldehyd bzw. Cumol (Isopropylbenzol) ab und gehört zur großen Stoffgruppe der Terpene.

## Vorkommen

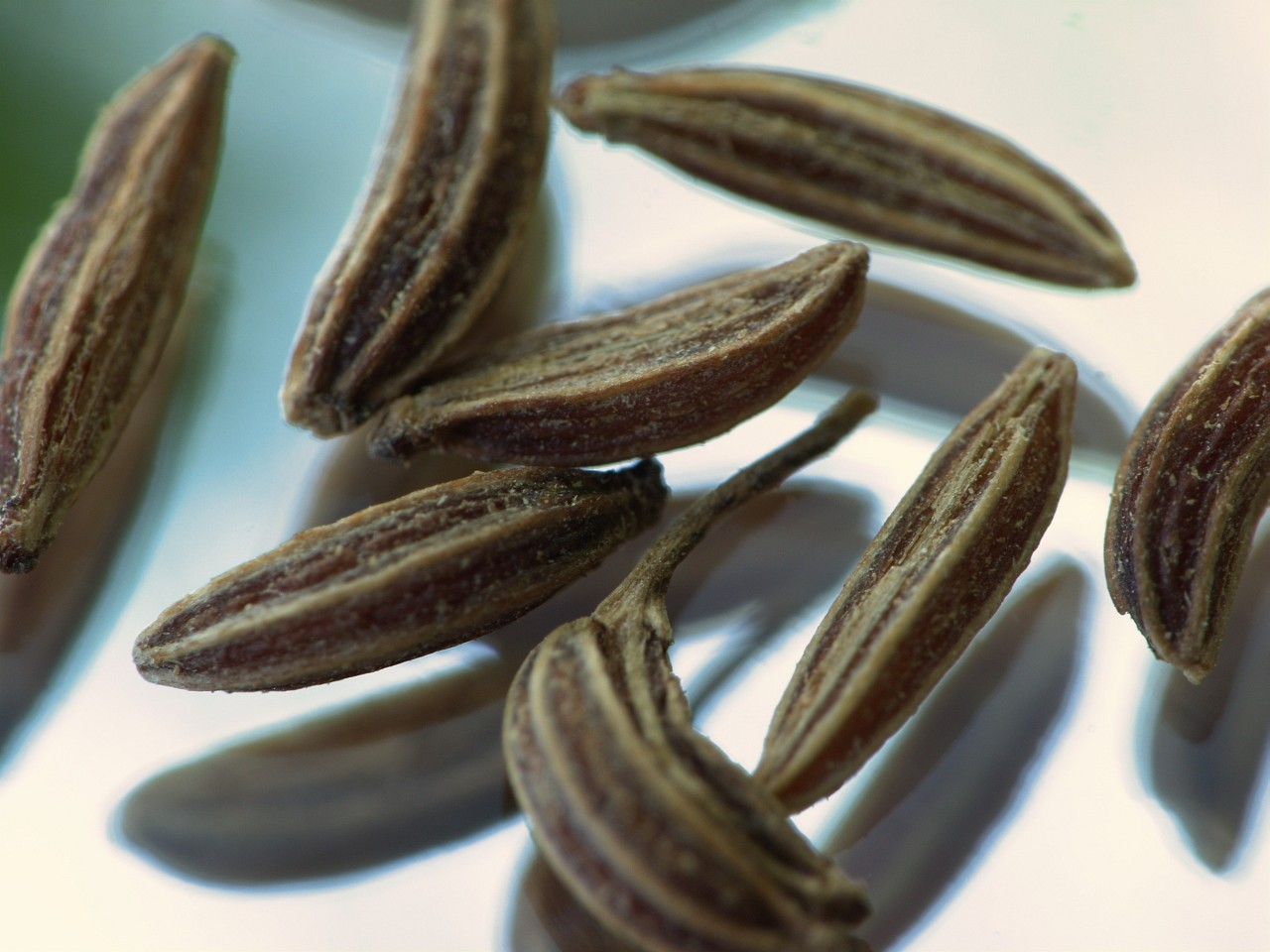
Die Kümmelsamen sind reich an ätherischen Ölen

Es ist ein Bestandteil ätherischer Öle aus Sternanis, Eukalyptus, Myrrhe, Kassia, Kümmel und anderer Arten. Es besitzt einen angenehmen Geruch und wird kommerziell in Parfums und anderen Kosmetika verwendet.

## Herstellung
Cuminaldehyd kann synthetisch durch die Reduktion von 4-Isopropylbenzoylchlorid oder durch Formylierung von Cumol hergestellt werden.

## Eigenschaften
Cuminaldehyd ist der biologisch aktive Bestandteil des Kernöls von Kreuzkümmel (Cuminum cyminum). Die aus diesen Samen gewonnenen Substanzen besitzen bei Ratten in vitro eine hemmende Wirkung der Aldosereduktase und der Alpha-Glucosidase. Diese hemmende Wirkung deutet auf eine potenzielle Anwendung als Antidiabetikum hin. Das Terpenoid Cuminaldehyd erfährt bei der Biotransformation in Säugetieren meist Reduktion aber nicht Oxidation. Es gehört zu den flüchtigen Verbindungen des Kreuzkümmelaromas und lässt sich in Spuren in Blut und Milch von Schafen nachweisen, deren Futter u. a. Kreuzkümmelsamen zugesetzt wurden.